# Appiano Gentile
Appiano Gentile es una localidad y municipio italiano de la provincia de Como, región de la Lombardía, con 7.835 habitantes.

## Evolución demográfica
| Gráfica de evolución demográfica de Appiano Gentile entre 1861 y 2001 |
|                                                                       |
| Fuente ISTAT - elaboración gráfica de Wikipedia                       |